# Arméingenjörskåren
Arméingenjörkåren var den personalkår inom den svenska armén som organiserade armédirektörer och arméingenjörer.
Kåren bildades 1947 och införlivades 1958 i den då nybildade Tygtekniska kåren.